# Dospat (flod)
Dospat (kyrilliskt: Доспат), grekiskt namn Despatis (Δεσπάτης), även kallad Rata (kyrilliskt: Рата) och Sura (kyrilliskt: Сура), är en flod i Bulgarien och Grekland. Den rinner från Rodopibergen ner till Mesta nära byn Potamoi (Borovo). Dess längsta biflod är Sarnena. Dospatdammen är byggd på floden nära staden Dospat. Floden har ett avrinningsområde på 633,5 km².